# Estação da Luz
A Estação da Luz é uma das mais importantes estações ferroviárias da cidade de São Paulo. Possui um grande hall de entrada, uma plataforma central e duas laterais. Atende às linhas 7 Rubi, 11 Coral e 13 Jade  da CPTM. Também possui conexão com as linhas 1–Azul e 4–Amarela do Metrô de São Paulo, através de uma ligação subterrânea, integrando a rede de transportes sobre trilhos da Grande São Paulo. A estação recebe uma média de 450 mil passageiros todos os dias.
Inaugurada em 1865, a estação passou por três versões. A primeira era singela, erguida junto com a ferrovia. Ampliada na década de 1870, foi aos poucos se tornando obsoleta diante do crescente número de cargas e de passageiros, que tinham como destino a cidade de São Paulo.
A atual está localizada no Bairro da Luz e foi erguida entre os anos de 1895 e 1901, projetada pelo arquiteto britânico Charles Henry Driver para a São Paulo Railway, empresa sediada em Londres e que era responsável por erguer o primeiro trecho ferroviário do estado de São Paulo, ligando o porto de Santos à cidade de Jundiaí.
O edifício abriga ainda o Museu da Língua Portuguesa e, em seus arredores, estão a Pinacoteca do Estado de São Paulo, o Jardim da Luz e a Sala São Paulo, na Estação Júlio Prestes.

## Histórico

### Primeira estação
À época da implantação da linha, a região da Luz era um bairro retirado caracterizado por ter sua localização elevada em relação aos Rios Tietê e Tamanduateí em cerca de 20 metros de desnível, indicando em média 748 metros ao nível do mar, contra 728 metros dos rios que o cercam que unia o centro da cidade à Ponte Grande, além de abrigar um jardim botânico, ampliado pelo presidente da Província, João Teodoro Xavier de Matos, e uma ermida dedicada às irmãs de São José.
O terreno para a estação fora cedido ao largo do jardim botânico, apesar de sua localização não ter sido decidida até 1865; deste modo o superintendente à época, J. J. Aubertin, solicitou a implantação da obra em terreno situado próximo à atual Estação Luz do Metrô de São Paulo, na esquina com a Rua Brigadeiro Tobias. O pedido fora realizado pelo engenheiro das obras, Daniel M. Fox, ao presidente da Província; este solicitava o retorno aos projetos originais realizados para a Estação da Luz: por determinação do engenheiro fiscal Vasco de Medeiros, uma vez que a estação seria deslocada para o outro lado do Jardim Botânico, próximo ao escritório do empreiteiro Robert Sharpe, para instalarem-se duas cancelas nas ruas Alegre e Constituição. Entretanto, o engenheiro Daniel M. Fox aconselhava a realização da estação no Largo do Jardim Público, determinando com isso a instalação de uma única cancela que serviria a ambas as ruas.
Sua primeira edificação, como todas as outras da companhia, era muito simples, constituindo de um pequeno bloco de um pavimento, localizado lateralmente à linha da estrada de ferro, onde se situavam as instalações de despacho, embarque e desembarque de passageiros e residência do chefe da estação. Junto à mesma localizava-se uma série de pequenas edificações destinadas à administração da linha, à engenharia da companhia, para reparos das composições e armazenamento de mercadorias.

### Segunda estação
Em 17 de março de 1888, a companhia propôs a execução de aumento da plataforma da estação de passageiros na Luz e respectiva cobertura, bem como a ampliação da edificação. Esta passou a contar com dois pavimentos, com linhas neoclássicas, cobertura em ferro na entrada da edificação e sobre as plataformas, sendo construída sobre a estação anterior. Alfredo Moreira Pinto, em 1900, forneceu uma precisa descrição sobre a segunda Estação da Luz:

Atualmente ocupa um edifício que tem um corpo central reentrante, com três janelas no segundo pavimento e duas portas, três janelas e um alpendre no primeiro e dois corpos laterais salientes com quatro janelas em cada um sendo duas em cada pavimento. No corpo central ficam um saguão e a bilheteria no primeiro pavimento e a repartição do tráfego no segundo. Aos lados do saguão ficam o correio, uma sala de senhoras e em frente a esta, um botequim. Nos fundos do edifício rasga-se uma extensa plataforma, na qual se acham a sala do chefe da estação, o telégrafo e diversos compartimentos para cargas.
Tal edificação foi mantida até início do século XX, quando foi demolida para a complementação da gare da terceira Estação da Luz.

### Terceira estação

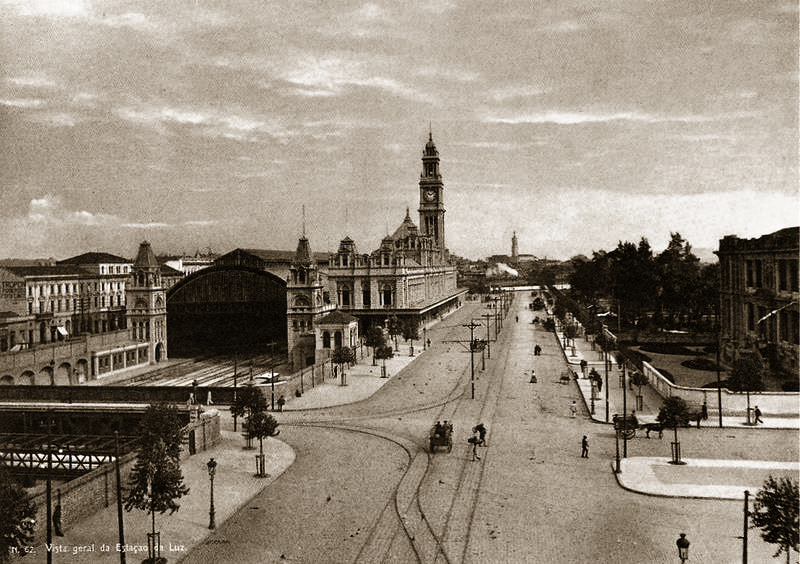
Fotografia da Estação da Luz em 1900, feita por Guilherme Gaensly

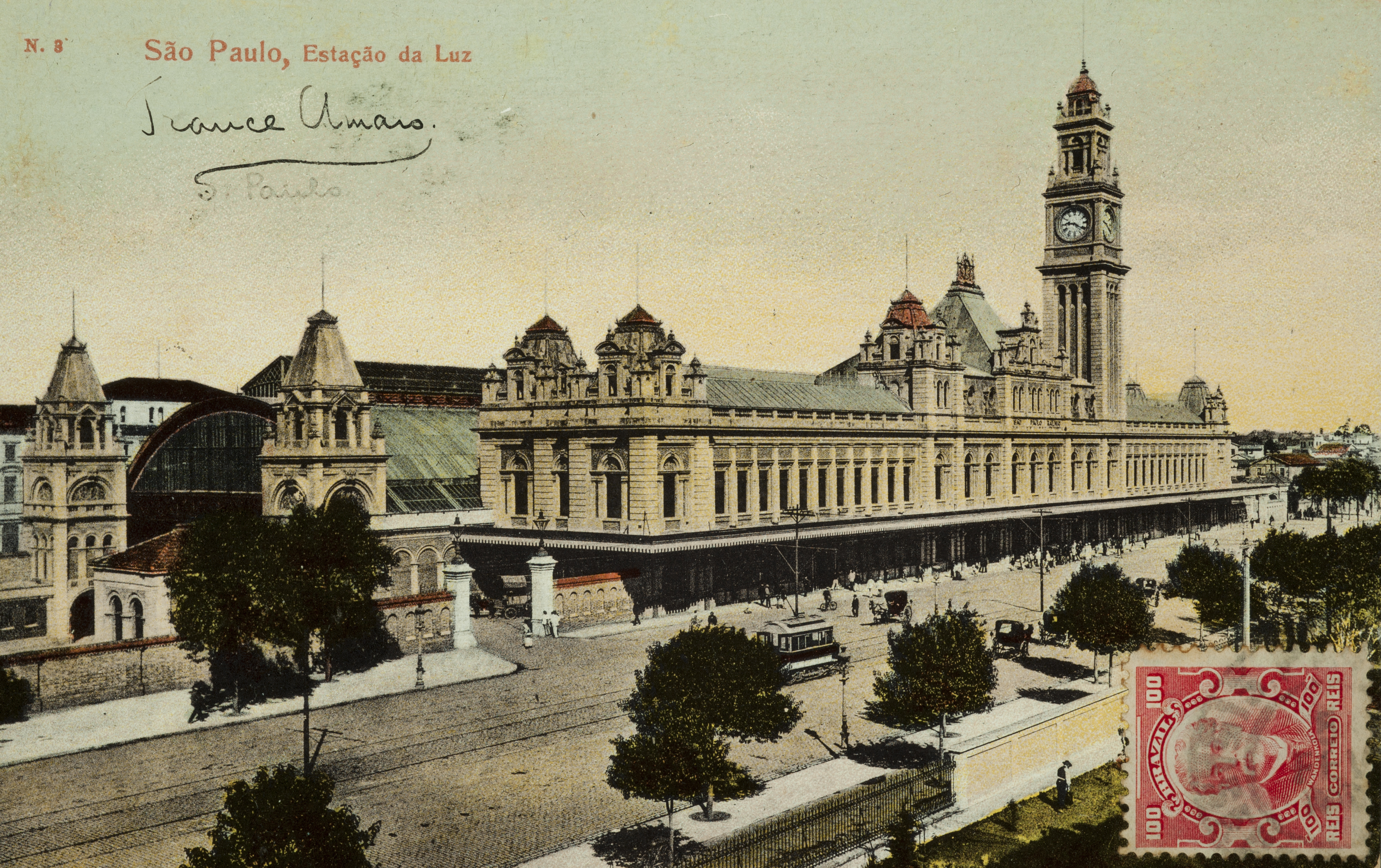
A estação no início do século XX

As mais completas descrições sobre a terceira estação de passageiros de São Paulo foram realizadas por contemporâneos à construção, como Alfredo Moreira Pinto, em 1900, e Adolfo Augusto Pinto, em 1903. A estação, ocupando uma área de 7 520 m², é composta por dois blocos distintos: o primeiro, uma ampla edificação, construído em alvenaria de tijolos, com dois pavimentos, abrigando os escritórios da superintendência, engenharia e contadoria, encimado por uma alta torre de relógio, avistada de diversos pontos da cidade, obedecendo em suas linhas arquitetônicas o padrão adotado nas estações do Brás e de Santos, com coberturas em mansardas e torreões em suas extremidades, alvenaria aparente em tijolos; o segundo bloco constitui-se de uma ampla gare envidraçada com quarenta metros de vão, 150 metros de comprimento e altura de 25 metros, cobrindo seis linhas da estrada de ferro, rebaixadas em relação ao nível das ruas laterais à estação. O projeto da estação é atribuído ao arquiteto britânico Charles Henry Driver (1832–1900), renomado arquiteto de estações ferroviárias.

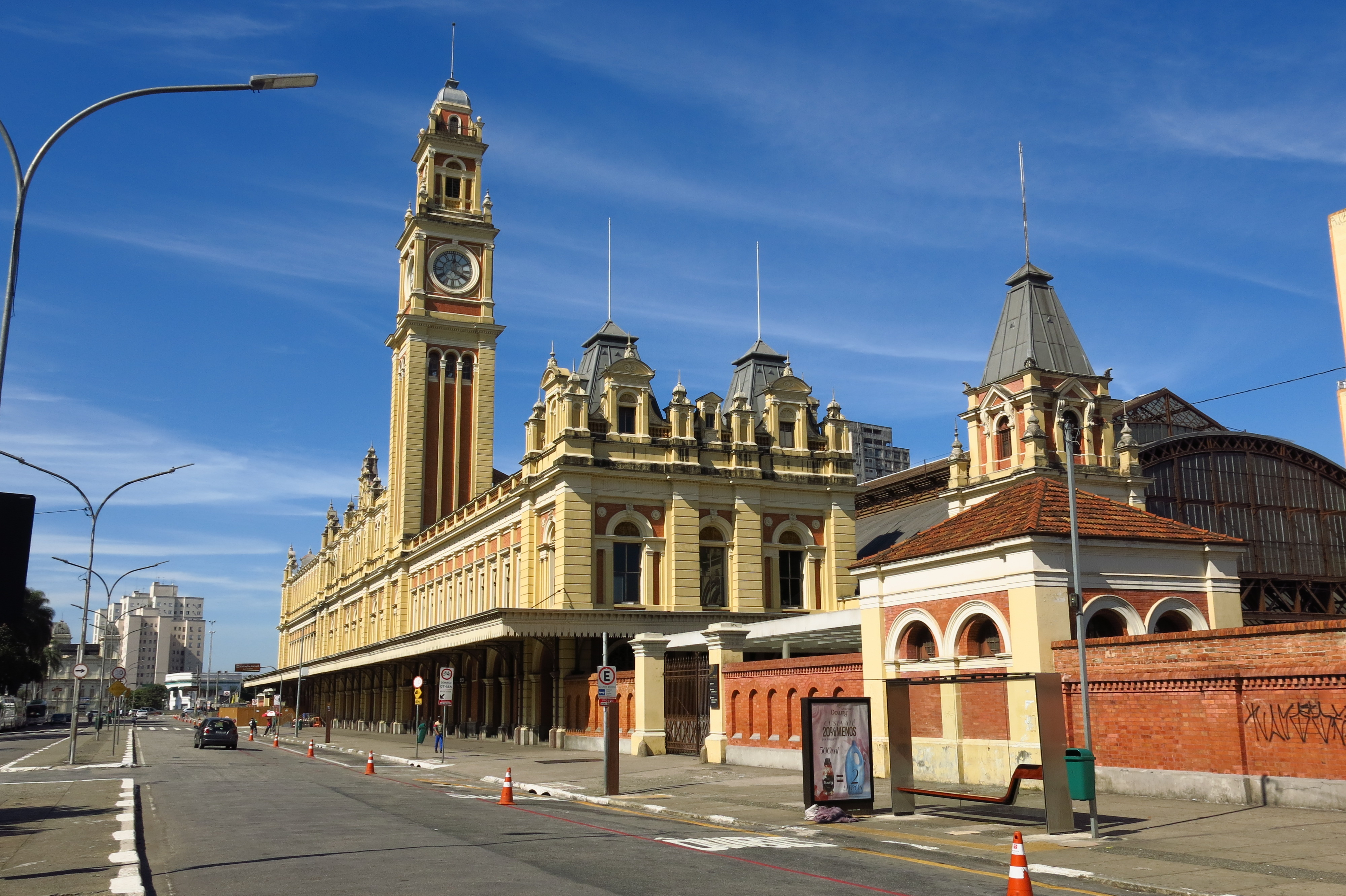
A Estação da Luz vista da Rua Prates

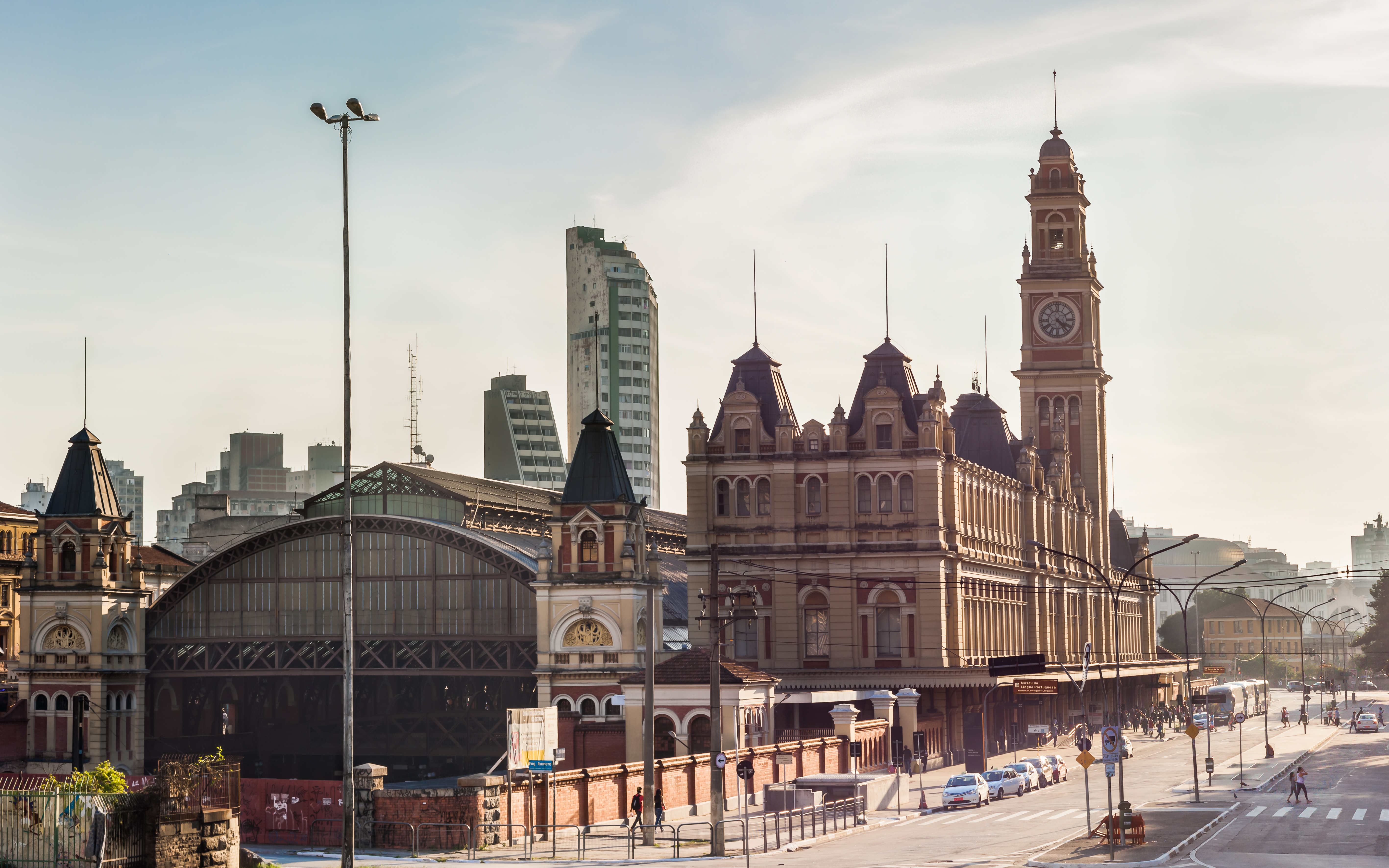
Estação da Luz é um dos símbolos do poder paulista no auge da República do café com leite

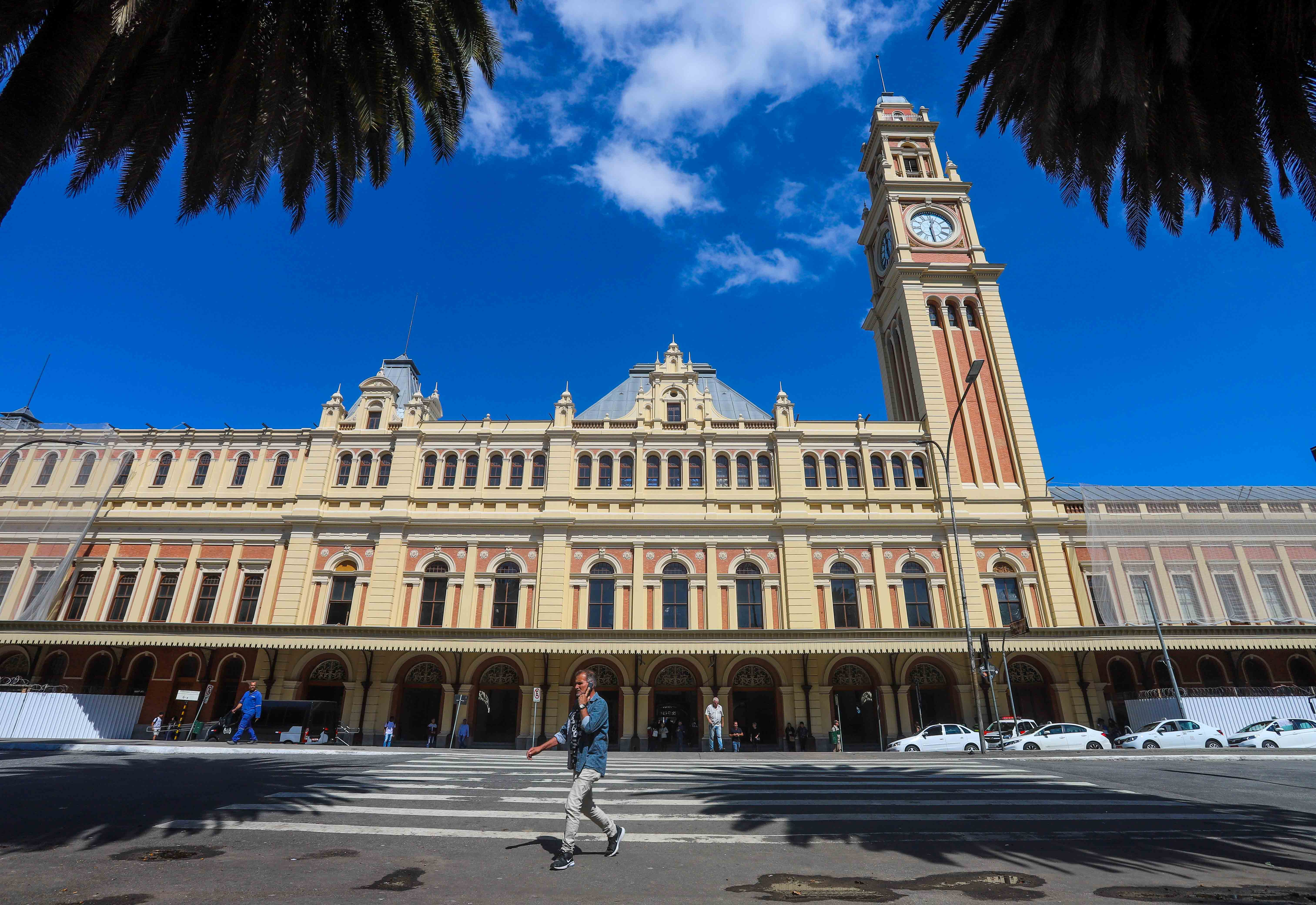
Fachada central da estação com a torre do relógio

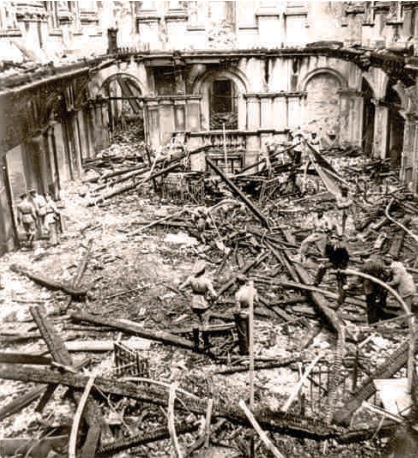
Hall da estação da Luz destruído pelo incêndio, 1946

Para a Estação da Luz, foram realizados dois projetos, sendo o projeto não realizado possuidor das mesmas linhas e estilo arquitetônico existentes no outro projeto destinado à estação de passageiros de Santos, com cúpulas em estilo neoclássico no corpo central do edifício e nos torreões, em vez das mansardas construídas. A estação não foi formalmente inaugurada, pois o tráfego não fora interrompido para a construção da duplicação da linha, já que, à medida que o corpo principal da edificação ia sendo concluído, passava a abrigar os serviços de embarque e desembarque de passageiros que ocorriam na segunda estação de passageiros. Tal serviço iniciou-se antes mesmo de a gare ter sido concluída. As obras foram formalmente concluídas em fevereiro de 1901, conforme indica o ofício dirigido pela superintendência à engenharia fiscal:

Tendo sido franqueada ao público e entregue ao tráfego a nova estação da Luz, por estarem concluídas as obras e completa a instalação de todas as suas dependências, conforme V. S. verificou ontem pessoalmente, venho rogar o obséquio de declarar, em nome do Governo Federal, que ficam aceitas definitivamente desta data em diante as respectivas obras para todos os efeitos do Contrato de 17 de julho de 1895.— William Speers, Superintendente

### Era contemporânea
O Governo Federal, através do Ministro da Viação e Obras Públicas, Epitácio Pessoa, acatou o pedido através do despacho datado de 23 de fevereiro de 1901. As obras de Duplicação mesmo após o aceite das obras continuaram a ser realizadas ao longo da primeira década do século XX, concluindo-se as obras remanescentes nas estações de Jundiaí e de Santos, sendo na primeira a conclusão da cobertura das plataformas e na segunda a conclusão dos armazéns de mercadorias e a apresentação de um novo plano para uma nova estação de passageiros que não fora aceito. Menos de quinze anos após a conclusão das obras deste importante representante da arquitetura ferroviária em São Paulo, em 1915, quando o superintendente da Companhia era o brasileiro Antônio Fidélis e seu engenheiro residente Sheldon, foram realizados dois projetos pelo arquiteto Victor Dubugras para uma nova estação da Luz em São Paulo, que previa a completa demolição da existente. Estes dois projetos, além desta radical proposta, apresentavam a construção de uma ampla laje sobre as linhas existentes com o desmonte da atual gare. No lugar da atual praça da Luz, entre a atual estação e o jardim, seria construída uma nova gare com a implantação de novas linhas.[carece de fontes?]
Em 1946 a estação sofreu um incêndio e, após a reforma, foi-lhe adicionado um novo pavimento no bloco administrativo. A partir das décadas seguintes, o transporte ferroviário entrou em um processo de degradação gradual no Brasil, assim como o bairro da Luz, levando a Estação a igualmente degradar-se.
Nas décadas de 1990 e 2000 passou por uma série de reformas, uma das quais encabeçada pelo arquiteto Paulo Mendes da Rocha e seu filho Pedro Mendes da Rocha — que teve como intenção adaptá-la a receber o Museu da Língua Portuguesa. Em dezembro de 2015, um outro incêndio de grandes proporções ocorreu na estação, destruindo as instalações deste museu, e causando grandes danos ao patrimônio arquitetônico do prédio. Contudo, o acervo não se perdeu, por ser na maior parte virtual e recuperável das suas cópias de segurança.

## Características

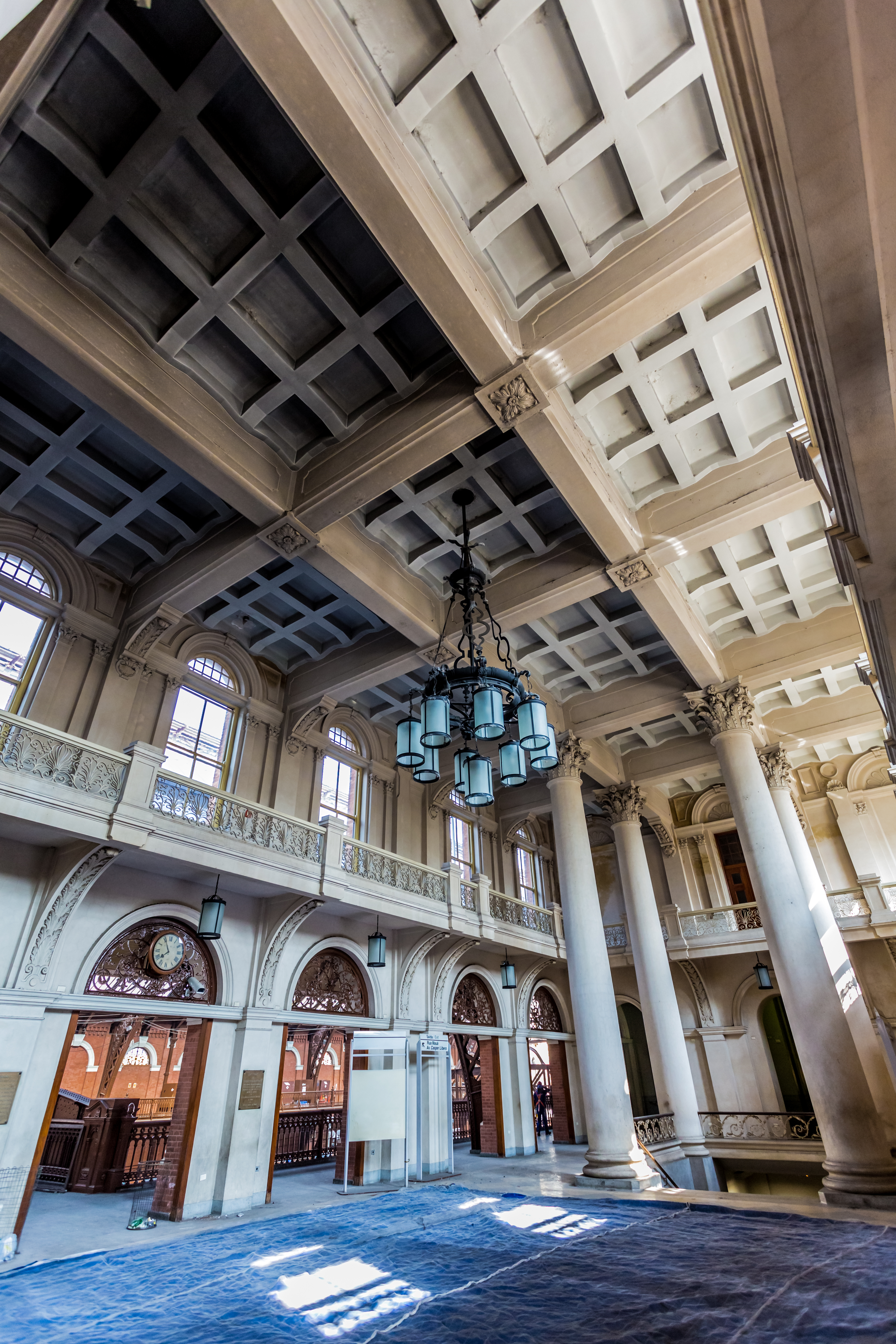
Hall central da estação

| 1 |

|  | ↑ a ↑ |

|  | ↓ b ↓ |

| 2 |

|  | ↑ c ↑ |

|  | ↓ d ↓ |

| 3 |

| 1 |

|  | ↑ a ↑ |

|  | ↓ b ↓ |

| 2 |

|  | ↑ c ↑ |

|  | ↓ d ↓ |

| 3 |

| 1 |

|  | ↑ a ↑ |

|  | ↓ b ↓ |

| 2 |

|  | ↑ c ↑ |

|  | ↓ d ↓ |

| 3 |

| 1 |

|  | ↑ a ↑ |

|  | ↓ b ↓ |

| 2 |

|  | ↑ c ↑ |

|  | ↓ d ↓ |

| 3 |

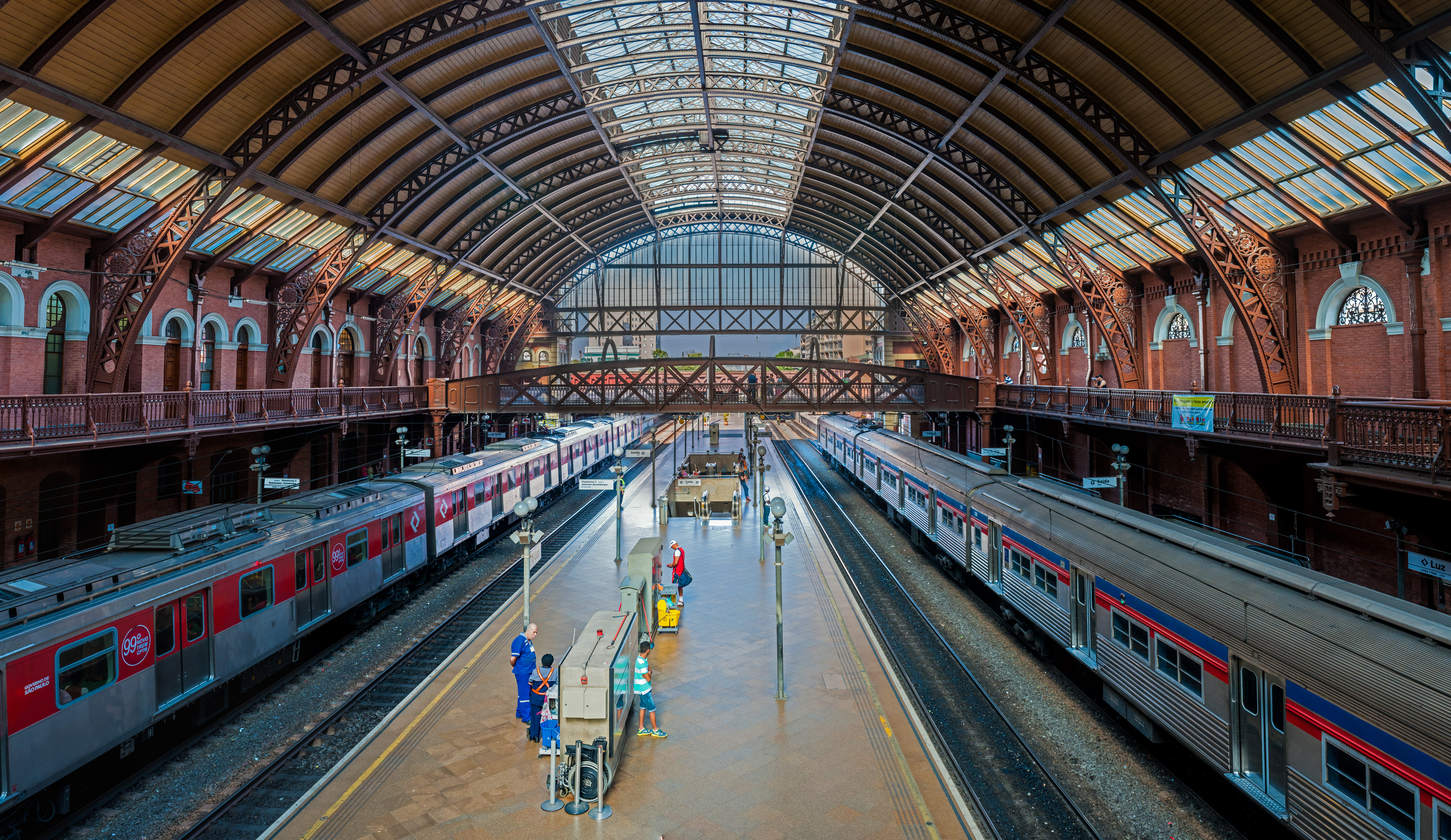
Plataformas da estação da Luz

Com 13,2 mil metros quadrados de área, a estação possui um museu, um grande hall de entrada e plataformas central e laterais. Atende às linhas 7 e 11 da CPTM. A estação também possui conexão com as linhas 1–Azul e 4–Amarela do Metrô de São Paulo através de uma ligação subterrânea, integrando a rede de transportes sobre trilhos da Grande São Paulo. Diariamente, a estação recebe uma média de 450 mil passageiros.
A estação é a segunda mais movimentada da rede metro-ferroviária de São Paulo, com uma entrada de 147 mil passageiros por dia, não levando em conta a linha que será utilizada pelo usuário. Perde somente para a Estação Brás (150 mil) em número de pessoas que embarcam em estações da CPTM. As instalações da CPTM são quase todas subterrâneas.

### Legado cultural

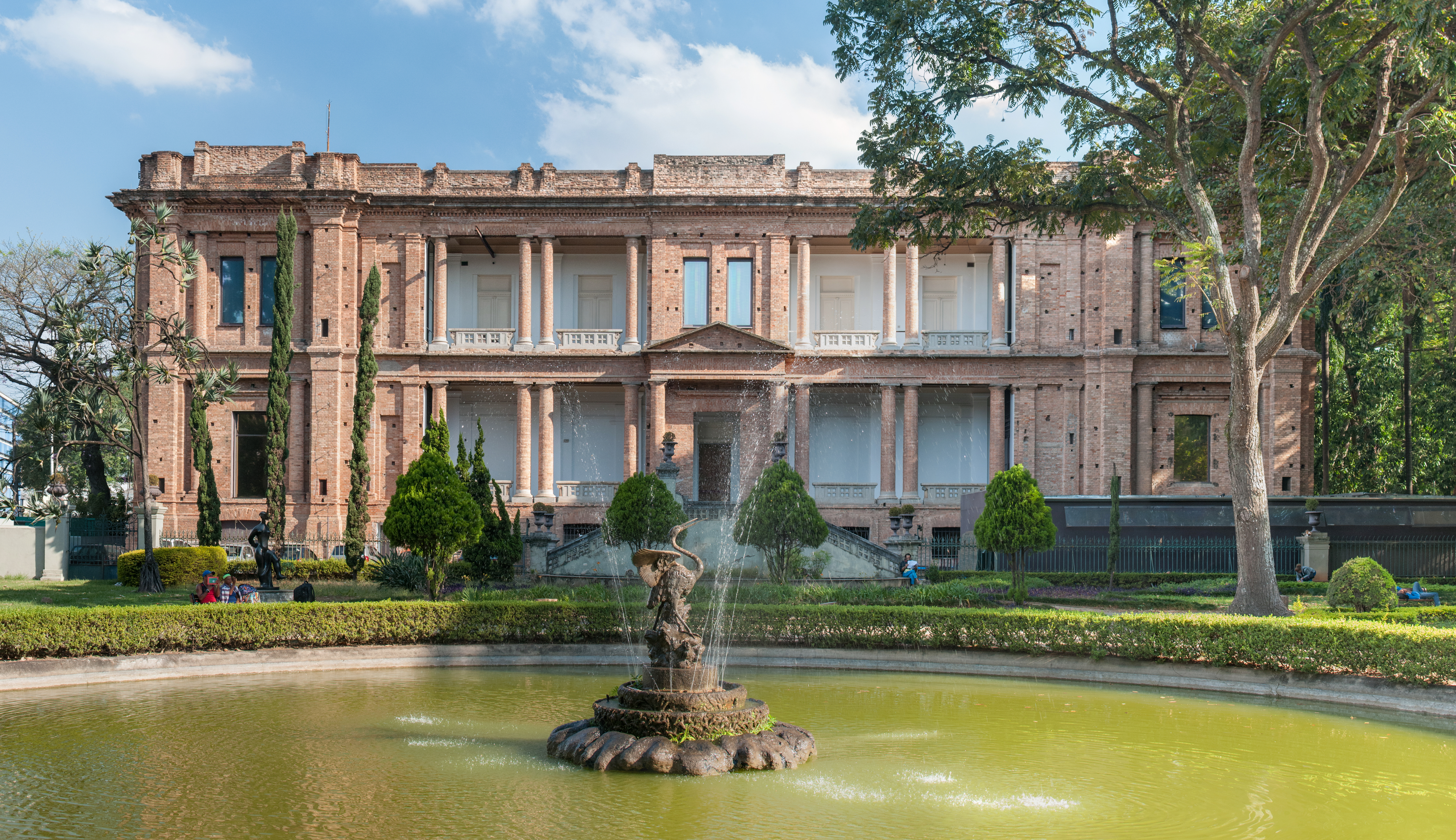
Fachada da Pinacoteca do Estado de São Paulo

A estação reflete o momento histórico em que foi construída, evidenciando o poder do café na trajetória de expansão da cidade. Erguida junto ao Jardim da Luz, por décadas a sua torre dominou parte da paisagem central paulistana. O seu relógio era o principal referencial para acerto dos relógios da cidade. Destruído pelo incêndio de 1946, foi substituído, cinco anos depois, por um relógio Michelini, de fabricação nacional.

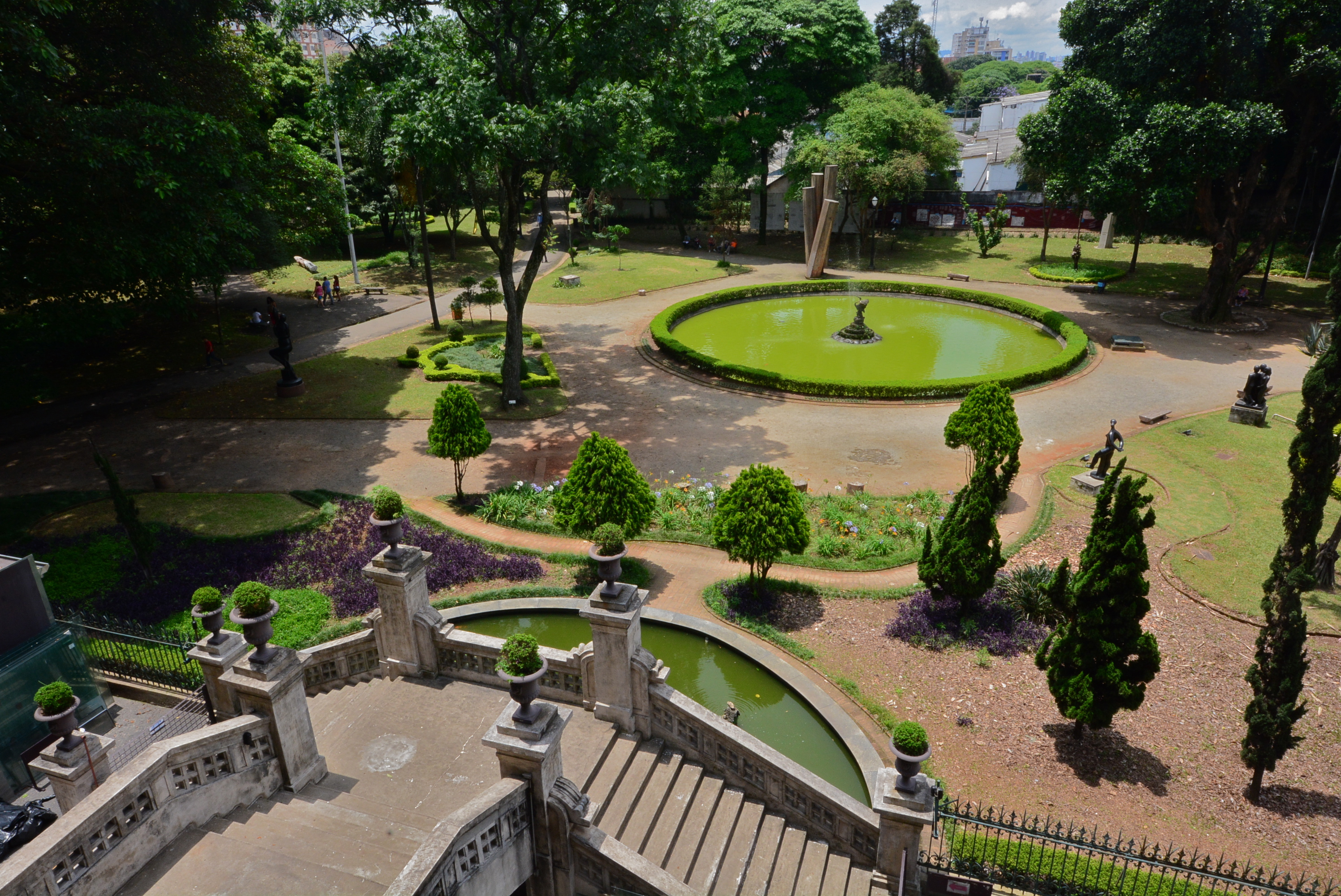
O Jardim da Luz visto a partir do edifício da Pinacoteca

No período de auge da estação (ou seja, nas primeiras décadas do século XX, quando a Luz era uma região de destaque na cidade), ela compunha um conjunto arquitetônico que não só era um referencial urbano como efetivamente fazia parte da vida cotidiana do município, constituindo aquilo que pode ser chamado de a "imagem da cidade". A estação, vizinha do Jardim da Luz, compunha com o edifício da Pinacoteca do Estado um marco na definição da região da Luz, marcando os limites dos bairros do Bom Retiro e Campos Elíseos.[carece de fontes?]
Além disso, até meados dos anos 1970, um terceiro elemento configurava aquele espaço de forma bastante marcante: na perspectiva da Avenida Tiradentes localizava-se, em frente à Pinacoteca, um monumento à figura de Ramos de Azevedo (arquiteto responsável pelo projeto de diversos edifícios importantes naquele período, inclusive o prédio da Pinacoteca). Desta forma, tendo como referência aquele monumento, alguém localizado tanto no Centro Antigo quanto nas regiões mais próximas ao Rio Tietê (para o qual a Avenida Tiradentes se estende) poderia localizar o bairro da Luz e especular a que distância estava da estação. Com as obras do Metrô de São Paulo, conduzidas na década de 1970, o Monumento a Ramos de Azevedo teve de ser removido do local, levando a uma alteração radical da configuração espacial da paisagem original daquele local, assim como a sua percepção cotidiana dos transeuntes do local. Por outro lado, a Estação da Luz ganhou uma certa monumentalidade.[carece de fontes?]

#### Museu da Língua Portuguesa

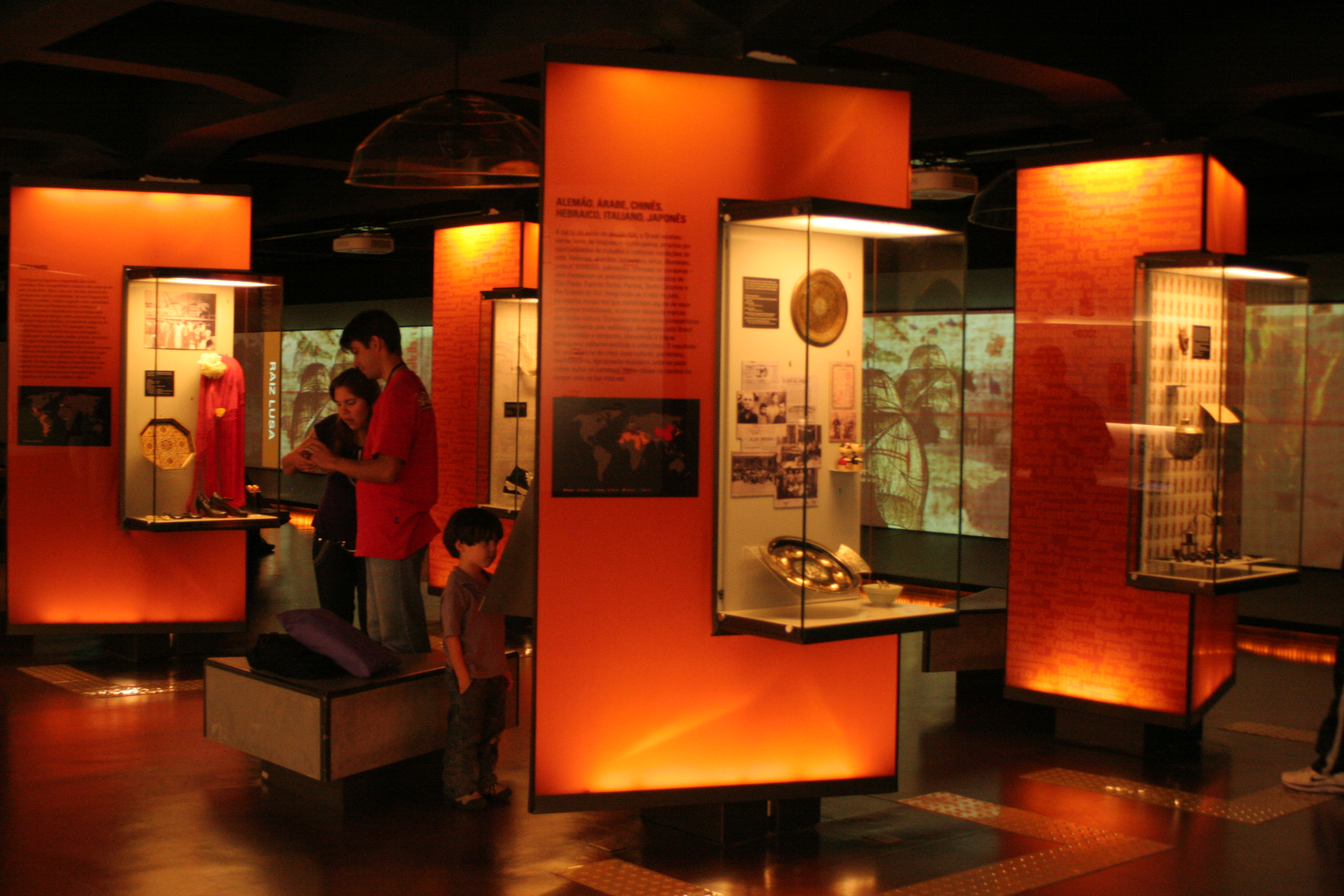
Interior do Museu da Língua Portuguesa

O Museu da Língua Portuguesa é um museu interativo sobre a língua portuguesa localizado no edifício da estação. Foi concebido pela Secretaria da Cultura do Estado de São Paulo em conjunto com a Fundação Roberto Marinho. O objetivo da instituição é criar um espaço vivo sobre a língua portuguesa, considerada como base da cultura do Brasil, onde seja possível causar surpresa nos visitantes com os aspectos inusitados e, muitas vezes, desconhecidos de sua língua materna. Segundo os organizadores do museu, "deseja-se que, no museu, esse público tenha acesso a novos conhecimentos e reflexões, de maneira intensa e prazerosa".
Em 21 de dezembro de 2015, o museu foi atingido por um incêndio que destruiu dois andares de sua estrutura, vitimando um bombeiro que trabalhava no combate às chamas. Seu acervo, contudo, não se perdeu, por ser virtual, sendo recuperado das cópias de segurança. Após anos de reformas, a data da reabertura do museu foi marcada para 27 de junho de 2020. Porém, devido à pandemia do novo coronavírus, a reinauguração do mesmo acabou sendo adiada, vindo a ocorrer somente em 31 de julho de 2021.

#### Obras de arte

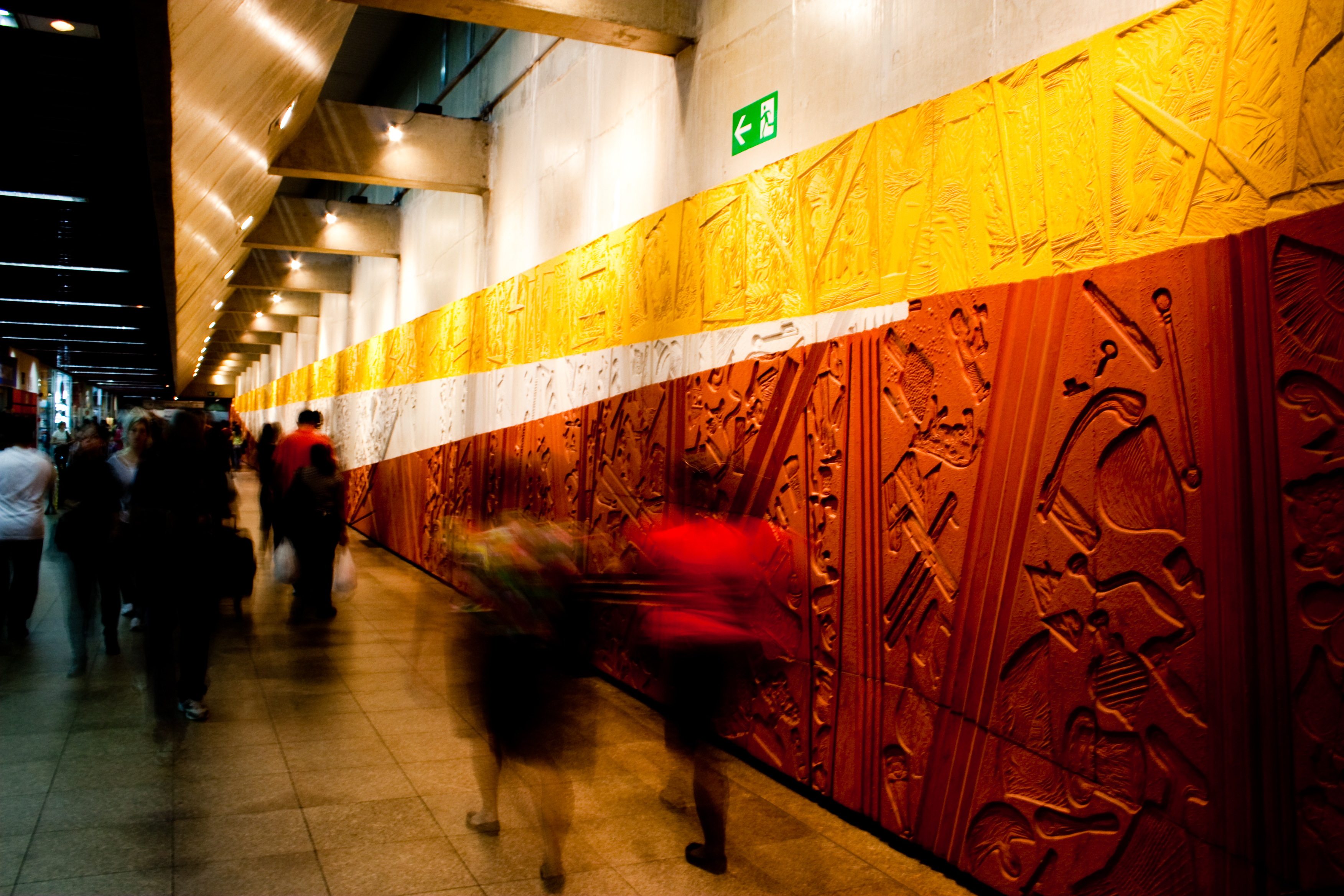
Painel Epopeia Paulista (2004), de Maria Bonomi, exposto nos subsolos da estação, abertos em 2004

- Epopeia Paulista (2004), da artista plástica Maria Bonomi. Painel de placas de concreto, formando uma obra de 73 metros × 30 metros, instalado no túnel de integração com as linhas 1 e 4 do Metrô.[24][25][26]
- Estação da Luz (2006), da artista plástica Teresa Saraiva. Quatorze placas de ferro fundido de 1,20 metro × 0,85 metro e 2,5 toneladas, divididas em duas partes e instaladas no saguão II da ala subterrânea da Estação da Luz.[27][28]
- Panorama de São Paulo (1912), do fotógrafo Vincenzo Pastore. Reprodução de 9 metros × 2 metros da famosa imagem doada para a CPTM pelo Instituto Moreira Salles em dezembro de 2005.[27][29]

### Expressos Turístico e Aeroporto

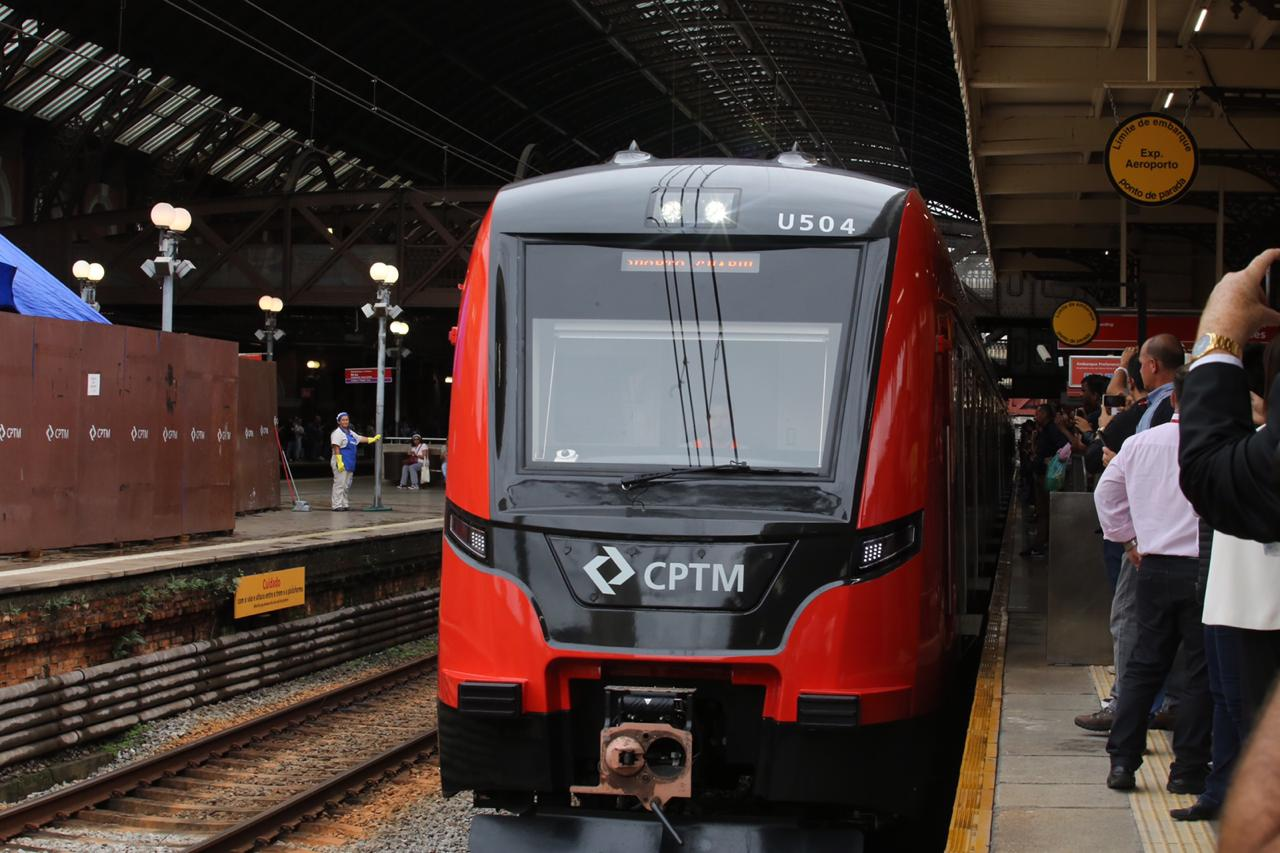
Primeiro trem da Série 2500 da Linha 13 do Trem Metropolitano de São Paulo

O Expresso Turístico é uma linha turística em funcionamento que faz viagens ligando a Estação da Luz, em São Paulo, a Paranapiacaba, Jundiaí e Mogi das Cruzes. Teve início em 2009, com locomotivas movidas a diesel e a cerca de quarenta quilômetros por hora puxando carros com capacidade para até 170 pessoas. O expresso forma uma grande malha turística ao longo das linhas da CPTM, fazendo a ligação entre o Circuito das Frutas, que envolve os municípios de Atibaia, Indaiatuba, Itatiba, Itupeva, Jarinu, Jundiaí, Louveira, Morungaba, Valinhos e Vinhedo, às grandes cidades da Região Metropolitana de São Paulo e o distrito de Paranapiacaba, na Serra do Mar, em Santo André, também na Grande São Paulo.
Em 16 de outubro de 2018, entrou em operação o serviço Airport Express (ou Expresso Aeroporto), que transporta os usuários diretamente da Estação da Luz à Estação Aeroporto–Guarulhos em cinco horários pré-determinados em cada sentido, sem paradas intermediárias, porém com cobrança à parte do restante do sistema metroferroviário. Esse serviço foi descontinuado no início de 2020, sendo substituído no final do mesmo ano por um novo Expresso Aeroporto, que possui paradas intermediárias na estação Guarulhos-Cecap no sentido aeroporto e Guarulhos-CECAP e Brás no sentido Luz, com tarifa integrada ao sistema metroferroviário.
A partir de 1º de setembro de 2023, o Expresso Aeroporto passou a operar a partir da Estação Palmeiras-Barra Funda, porém, destaca-se que os usuários que embarcam/desembarcam na Estação da Luz não foram impactados pela mudança, já que a estação agora é uma das paradas intermediárias do serviço. No mesmo dia também foi inaugurada a expansão da Plataforma 5 da Estação da Luz, onde é realizado o embarque do Expresso Aeroporto. Com a expansão, agora é possível acessar os 8 carros do Expresso Aeroporto pela plataforma.

### Tabelas
A estação hoje oferece viagens de curta distância e turísticas (Expresso Turístico) operadas pela CPTM.
| Linha                        | Terminais                                   | Estações | Principais destinos | Duração das viagens (min) | Intervalo entre trens (min) | Funcionamento                                                               |
| ---------------------------- | ------------------------------------------- | -------- | --- | ------------------------- | --------------------------- | --------------------------------------------------------------------------- |
| 7 Rubi                       | Rio Grande da Serra ↔ Jundiaí               | 31       | Rio Grande da Serra, Ribeirão Pires, Mauá, Santo André, São Caetano do Sul, Caieiras, Franco da Rocha, Francisco Morato, Campo Limpo Paulista, Várzea Paulista, Jundiaí | 120                       | 6-35                        | Diariamente, das 4 horas à meia-noite. Aos sábados, até a 1 hora de domingo |
| 11 Coral                     | Luz ↔ Estudantes                            | 16       | Ferraz de Vasconcelos, Poá, Suzano, Mogi das Cruzes | 75                        | 4-35                        | Diariamente, das 4 horas à meia-noite. Aos sábados, até a 1 hora de domingo |
| 13 Jade (Expresso Aeroporto) | Palmeiras-Barra Funda ↔ Aeroporto–Guarulhos | 5        | Terminal Intermodal Palmeiras-Barra Funda, Guarulhos, Aeroporto Internacional de São Paulo-Guarulhos                                                                    | 35                        | 60                          | Diariamente, das 5 horas à meia-noite                                       |

#### Linhas desativadas
A Estação da Luz era tronco e estação central da antiga ferrovia Santos-Jundiaí. A linha foi desativada por completo em 1996, com a liquidação da Rede Ferroviária Federal. Em 1.º de dezembro de 1996, no cumprimento do programa de desestatização proposto pelo Governo do então presidente, Fernando Henrique Cardoso (PSDB), a antiga malha da Santos a Jundiaí foi entregue sob regime de concessão à MRS Logística para a operação de cargas, sendo que a concessionária tem hoje o domínio da ferrovia entre Santos e Rio Grande da Serra e a permissão para operar entre Rio Grande da Serra e Jundiaí. Este último trecho se encontra sob o domínio da Companhia Paulista de Trens Metropolitanos, que ali opera suas linhas 7 (trecho Jundiaí-Brás) e 10 (trecho Brás-Rio Grande da Serra).[carece de fontes?]
Foi por muitos anos a estação terminal do Trem Santa Cruz, que fazia a ligação da capital paulista com o Rio de Janeiro, indo da Estação da Luz à Estação Central do Brasil, na capital fluminense. Os trens diários seguiam pela Variante do Parateí, entre Itaquaquecetuba e São José dos Campos, para em seguida prosseguir a viagem ao Rio de Janeiro pelo ramal de São Paulo da antiga Estrada de Ferro Central do Brasil, posteriormente também sucedida pela Rede Ferroviária Federal. O serviço entre as duas capitais foi suspenso pela RFFSA em 1991, em decorrência de um acidente de percurso, o que gerou muitos protestos por parte de passageiros, usuários e agências de viagens, que promoviam pacotes com as ligações ferroviárias entre Rio de Janeiro e as cidades de Bauru, em São Paulo, e Corumbá, no Mato Grosso do Sul. Com a suspensão, as agências foram prejudicadas, pois o serviço era bastante procurado pelos passageiros.
A ligação entre as duas capitais só voltaria a ocorrer em 1994, quando foi retomada pela RFFSA em parceria com o setor privado, resultando na modernização do trem de aço inoxidável Santa Cruz, recebendo o nome de Trem de Prata, porém agora entre as estações Barra Funda da antiga EFSJ e Leopoldina, da antiga Estrada de Ferro Leopoldina, não mais entre as estações da Luz e Central do Brasil. A ligação ferroviária diária para passageiros entre as duas capitais seria definitivamente desativada em dezembro de 1998, novamente devido à liquidação da malha ferroviária da RFFSA, sendo também entregue o ramal à concessionária MRS Logística, para operações de trens de carga.[carece de fontes?]
| Linha                                                   | Terminais                 | Estações                     | Principais destinos | Duração das viagens (min) | Administração                                                                                            |
| ------------------------------------------------------- | ------------------------- | ---------------------------- | --- | ------------------------- | --- |
| Estrada de Ferro Santos-Jundiaí                         | Santos ↔ Jundiaí          | 33                           | São Paulo, Santos, Cubatão, São Caetano do Sul, Santo André, Caieiras, Campo Limpo Paulista, Várzea Paulista, Jundiaí | 90                        | São Paulo Railway (1867–1948), E.F. Santos-Jundiaí (1948–1969), RFFSA (1969–1994)                        |
| Estrada de Ferro Central do Brasil (Ramal de São Paulo) | São Paulo↔ Rio de Janeiro | 44, posteriormente somente 2 | São Paulo, Itaquaquecetuba, Mogi das Cruzes, Guararema, Jacareí, São José dos Campos, Caçapava, Taubaté, Tremembé, Pindamonhangaba, Roseira, Aparecida, Guaratinguetá, Lorena, Canas, Cachoeira Paulista , Cruzeiro, Lavrinhas, Queluz, Engenheiro Passos, Itatiaia, Resende, Barra Mansa, Volta Redonda, Pinheiral, Barra do Piraí, Mendes, Engenheiro Paulo de Frontin, Paracambi, Japeri, Queimados, Nova Iguaçu, Nilópolis e Rio de Janeiro. | 380                       | Estrada de Ferro Central do Brasil (unificação de duas diferentes linhas) (1896–1975), RFFSA (1975–1998) |